# 格里戈雷·奥布雷扎
格里戈雷·奥布雷扎（羅馬尼亞語：Grigore Obreja，1967年11月6日—2016年6月1日），罗马尼亚男子皮划艇运动员。他曾代表罗马尼亚参加1988年和1996年夏季奥林匹克运动会皮划艇比赛，其中1996年奥运会获得一枚铜牌。